# نسيم هنيد
نسيم هنيد (12 مارس 1997، جرجيس) هو لاعب كرة قدم تونسي يلعب فيمنتخب تونس في خطة مدافع.

## مسيرته الكروية
لعب نسيم هنيد خلال مسيرته الاحترافية مع نادِ واحدٍ في 3 مواسم وسجل خلالها هدفًا وحيدًا ضمن 38 مباراة. ولم يفوز بأي موسم بالكأس أو بالدوري.
خاض نسيم هنيد مسيرته مع النادي الرياضي الصفاقسي في موسم 2016–17 واستمر معه طيلة ثلاثة مواسم، مشاركًا في 38 مباراة سجل خلالها هدفًا واحدًا.

## الألقاب
- كأس تونس لكرة القدم: 2019

## الإحصائيات

### الدولية
آخر تحديث 25 يوليو 2019.
| المنتخب الوطني | العام   | المباريات | الأهداف |
| -------------- | ------- | --------- | ------- |
| تونس           | 2019    | 2         | 0       |
| المجموع        | المجموع | 2         | 0       |

## روابط خارجية
- نسيم هنيد على موقع قاعدة بيانات كرة القدم.إي يو (الإنجليزية)
- نسيم هنيد على موقع ناشيونال فوتبول تيمز (الإنجليزية)
- نسيم هنيد على موقع Soccerway.com (الإنجليزية)
- نسيم هنيد على موقع عالم كرة القدم.نت (الإنجليزية)